# Alexander von Kaulbars

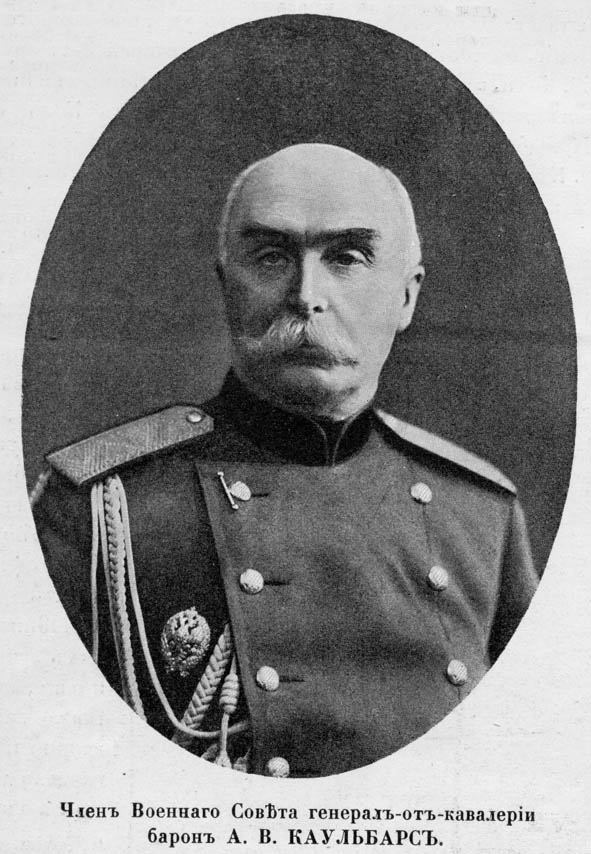
Alexander Wassiljewitsch von Kaulbars (um 1914)

Alexander Wilhelm Andreas Freiherr von Kaulbars (russisch Александр Васильевич Каульбарс, wissenschaftliche Transliteration Aleksandr Vasil'evič Kaul'bars, * 11.jul. / 23. Mai 1844greg. auf dem Gut Modders, Kreis Wesenberg, Gouvernement Estland (heute Mõdriku, Kreis Lääne-Viru); † 25. Januar 1925 in Paris) war ein deutschbaltischer Kavallerie-General der russischen Armee und Forschungsreisender.

## Leben
Kaulbars unternahm zwischen 1869 und 1872 Expeditionen in den Himalaya und nahm unter anderem den Tian Shan auf. Auf der letzten schloss er einen Handelsvertrag mit Jakub Beg, dem neuen Herrscher von Kaschgar ab, das seinerzeit in Chinesisch-Turkestan lag. 1873 beteiligte er sich an der Expedition zum Amu-darja. Nach dem Russisch-Türkischen Krieg 1878 bis 1879 war er Mitglied der Kommission für die neue Demarkationslinie Serbiens. Zwischen Juli 1882 und September 1883 diente er als Kriegsminister in Bulgarien, wo er rücksichtslos das russische Übergewicht zur Geltung brachte.
1892 formierte er eine neue russische Kavalleriedivision, wurde 1894 zum Generalleutnant und Befehlshaber der 15. Kavalleriedivision (Plotsk) befördert, kommandierte ab Juli 1900 das 2. Sibirische Armeekorps und nahm am Feldzug gegen China während des Boxeraufstands teil.
Anschließend war Kaulbars Generalgouverneur von Odessa und später im Russisch-Japanischen Krieg 1904 Kommandeur der 3., später der 2. Mandschurischen Armee. Zwischen 1905 und 1909 war Kaulbars Kommandant des Militärbezirks Odessa.
Sein Bruder Nikolai von Kaulbars war ebenfalls russischer General.